# Boitsfort Rugby Club
 (février 2015).
Si vous disposez d'ouvrages ou d'articles de référence ou si vous connaissez des sites web de qualité traitant du thème abordé ici, merci de compléter l'article en donnant les références utiles à sa vérifiabilité et en les liant à la section « Notes et références ».
Maillots
Le  Boitsfort Rugby Club  est un club de rugby à XV belge évoluant   en Seniors Division 1, soit le plus haut niveau national belge de rugby à XV. Il est basé à Boitsfort, Région de Bruxelles-Capitale.

## Histoire
Boitsfort Rugby Club est fondé en juin 1970 par un groupe d’amateurs du ballon ovale, dont quelques joueurs, affiliés à ce moment à Anderlecht, sont employés de la Royale Belge et qui ont suivi leur employeur vers la commune verdoyante de Watermael-Boitsfort.   
Les débuts du club sont difficiles : il ne possède aucune installation propre, les joueurs doivent partager les terrains de football inadaptés avec les autres clubs locataires du stade des Trois Tilleuls.
De surcroît, après deux ans d’existence, une scission se produit au niveau des dirigeants, avec comme conséquence le départ du président du club qui rejoint alors le club de Forest (créé en 1967) avec la plupart des joueurs expérimentés.   
En 1973, Boitsfort rugby Club met sur pied une école de rugby. Cette école est la plus grande du pays par le nombre de joueurs.
En 1976, le club a à sa disposition un terrain en friche situé à l’extrémité sud de la commune, en bordure de la Forêt de soignes. L’aménagement du terrain et des commodités est pris en charge par les membres du club. 
Dès le 6 octobre 1976, le terrain est inauguré par une série de rencontres opposant l’école du Boitsfort Rugby Club à celle de la British School of Brussels. 
Au niveau sportif, l’équipe fanion parvient, en mai 1976, à obtenir son billet pour la montée en première division nationale.
Depuis 1977, Boitsfort a toujours conquis au moins un des titres de Champion de Belgique dans les catégories d’âge et en 1981, le club a remporté les 5 titres représentant toutes les catégories de jeunes. 
Et au plus haut niveau, il domine le rugby belge depuis 1990.
En 1997, 2006 et 2008 Boitsfort accompli l'exploit d'établir le triplé, en gagnant la coupe de Belgique, le Championnat de Belgique et l'ING cup (Benelux).
En 2010, Boitsfort est champion de Belgique dans trois catégories (le même jour, le 22 mai 2010). Les U17 (cadets), les U19 (juniors) et les SENIORS.
La section féminine, les Ladies est créée en 2007. Celle-ci est pour la première fois championne de Belgique à l’issue du championnat 2015-2016 et réitère cet exploit lors des saisons 2016-2017 et 2023-2024.

## Palmarès
- Championnat de Belgique (16)
  - Champion : 1990, 1991, 1992, 1993, 1995, 1997, 1999, 2001, 2002, 2003, 2004, 2005, 2006, 2007, 2008, 2010
  - Finaliste : 2011, 2014
- Coupe de Belgique (14)
  - Vainqueur : 1990, 1995, 1996, 1997, 1999, 2002, 2003, 2004, 2005, 2006, 2007, 2008, 2011, 2013
- Championnat de 2e division (2)
  - Champion : 1976, 2017
- Benecup (3)
  - Vainqueur : 1997, 2006, 2008
  - Finaliste : 2005, 2007
- Championnat de Belgique féminin (3)
  - Championne : 2016, 2017, 2024